# Шевригинское водохранилище
Шеври́гинское водохрани́лище — водохранилище на реке Парша в Парском сельском поселении Родниковского района Ивановской области. Образовано в 1983 году плотиной. Является источником питьевой воды для города Родники.
Объём воды — 4,178 млн м³. Площадь водной поверхности — 2,36 км². При общей длине 4,2 км максимальная ширина водохранилища в западной составляет 370 м. Высота над уровнем моря — 99,7 м.
Река Парша впадает на востоке и вытекает на западе. С севера также впадает река Сатня, а с юга — Шорня. К западу от водоёма находятся село Хрипелево и деревня Шевригино. На берегах также находились упразднённые ныне поселения: Кобелиха, Зеленово, Мамониха. 